# Autovía A-8
Die Autovía A-8, auch Autovía del Cantábrico, ist eine Autobahn in Spanien und Teil der Europastraße 70. Sie folgt der nördlichen Küstenlinie Spaniens von Bilbao bis Baamonde nordwestlich der Stadt Lugo, wo sie an der Autovía A-6 endet, und bildet die Fortsetzung der von der spanisch-französischen Grenze bis Bilbao führenden Autopista AP-8.

## Abschnitte
| Position | Kurzbezeichnung des Abschnitts | Abschnitt                                    | km   | Eröffnung |
| -------- | ------------------------------ | -------------------------------------------- | ---- | --------- |
| 1        | A-8                            | Variante de Bilbao                           | 7,1  | 1975      |
| 2        | A-8                            | Bilbao-Sestao/Barakaldo                      | 4,0  | 1977      |
| 3        | A-8                            | Sestao/Barakaldo-Portugalete                 | 3,2  | 1984      |
| 4        | A-8                            | Portugalete-Nocedal/Sanfuentes               | 2,5  | 1987      |
| 5        | A-8                            | Nocedal/Sanfuentes - El Haya                 | 6,9  | 1992      |
| 6        | A-8                            | El Haya-Castro Urdiales (ost)                | 8,5  | 1990      |
| 7        | A-8                            | Castro Urdiales (ost)-Castro Urdiales (west) | 4,6  | 1992      |
| 8        | A-8                            | Castro-Urdiales (west)-Colindres             | 19,0 | 1995      |
| 9        | A-8                            | Colindres-Treto (Variante Colindres)         | 6,6  | 1993      |
| 10       | A-8                            | Treto-Hoznayo                                | 21,0 | 1995      |
| 11       | A-8                            | Hoznayo-Solares (S-10)                       | 9,3  | 1992      |
| 12       | A-8                            | Solares-San Vitores                          | 2,5  | 2014      |
| 13       | A-8                            | San Vitores-La Encina                        | 11,0 | 2015      |
| 14       | A-8                            | La Encina-Torrelavega (A-67)                 | 14,5 | 2015      |
| 15       | A-8                            | Sierrapando/Torrelavega(A-67)-Torres         | 4,9  | 2000      |
| 16       | A-8                            | Torres-Cabezón de la Sal                     | 12,0 | 1998      |
| 17       | A-8                            | Cabezón de la Sal-Lamad                      | 14,2 | 2002      |
| 18       | A-8                            | Lamadrid-Unquera                             | 15,8 | 2001      |
| 19       | A-8                            | Unquera-Playa de La Franca                   | 5,2  | 2014      |
| 20       | A-8                            | Playa de La Franca-Pendueles                 | 7,6  | 2014      |
| 21       | A-8                            | Pendueles-San Roque del Acebal               | 5,5  | 2013      |
| 22       | A-8                            | San Roque del Acebal-Llanes                  | 5,0  | 2012      |
| 23       | A-8                            | Llanes Llovio                                | 22,6 | 2001      |
| 24       | A-8                            | Llovio-Caravia                               | 11,6 | 2002      |
| 25       | A-8                            | Caravia-Colunga                              | 7,1  | 2001      |
| 26       | A-8                            | Colunga-Venta de Pobre                       | 8,1  | 2000      |
| 27       | A-8                            | Venta de Pobre-Villaviciosa                  | 8,5  | 2001      |
| 28       | A-8                            | Villaviciosa-Grases                          | 10,2 | 2003      |
| 29       | A-8                            | Grases-Hidalgo                               | 9,2  | 2004      |
| 30       | A-8                            | Hidalgo                                      | 6,7  | 2002      |
| 31       | A-8                            | Piles-Lloreda (südliche Umfahrung Gijón)     | 7,4  | 1997      |
| 32       | A-8                            | Gijón-Tamón (A-66)- Avilés                   | 28,0 | 1976      |
| 33       | A-8                            | Tamón-Villalegre                             | 8,9  | 2005      |
| 34       | A-8                            | Villalegre-Vegarrozadas                      | 7,5  | 2005      |
| 35       | A-8                            | Vegarrozadas-Soto del Barco                  | 7,1  | 2005      |
| 36       | A-8                            | Soto del Barco-Muros de Nalón                | 4,5  | 2007      |
| 37       | A-8                            | Muros de Nalón-Las Dueñas                    | 8,8  | 2013      |
| 38       | A-8                            | Las Dueñas-Novellana                         | 7,3  | 2009      |
| 39       | A-8                            | Novellana-Ballota                            | 3,8  | 2008      |
| 40       | A-8                            | Ballota-Cadavedo                             | 6,0  | 2007      |
| 41       | A-8                            | Cadavedo-Querúas                             | 5,3  | 2007      |
| 42       | A-8                            | Querúas-Otur                                 | 9,1  | 2007      |
| 43       | A-8                            | Otur-Villapedre                              | 9,5  | 2013      |
| 44       | A-8                            | Villapedre-Navia                             | 3,0  | 2008      |
| 45       | A-8                            | Variante Navia                               | 6,3  | 2006      |
| 46       | A-8                            | Navia-Tapia de Casariego                     | 12,4 | 2012      |
| 47       | A-8                            | Tapia de Casariego-Barres                    | 5,8  | 2008      |
| 48       | A-8                            | Barres-Ribadeo                               | 5,0  | 2008      |
| 49       | A-8                            | Ribadeo-Reinante                             | 9,5  | 2007      |
| 50       | A-8                            | Reinante-Barreiros                           | 7,7  | 2008      |
| 51       | A-8                            | Barreiros-Villamar                           | 4,6  | 2011      |
| 52       | A-8                            | Villamar-Lorenzana                           | 4,6  | 2011      |
| 53       | A-8                            | Lorenzana-Mondoñedo                          | 2,5  | 2012      |
| 54       | A-8                            | Mondoñedo-Lindín                             | 7,5  | 2014      |
| 55       | A-8                            | Lindín-Carreira                              | 9,3  | 2014      |
| 56       | A-8                            | Carreira-Abadín                              | 5,5  | 2011      |
| 57       | A-8                            | Abadín-Castromayor                           | 5,8  | 2010      |
| 58       | A-8                            | Castromayor-Touzas                           | 6,6  | 2010      |
| 59       | A-8                            | Touzas-Villalba                              | 8,5  | 2011      |
| 60       | A-8                            | Villalba-Regovide                            | 5,0  | 2007      |
| 61       | A-8                            | Regovide-Abeledo                             | 5,0  | 2007      |
| 62       | A-8                            | Abeledo-Santiago de Baamonde                 | 4,8  | 2008      |

## Streckenverlauf
| Position | höchstzulässige Geschwindigkeit (km/h) | km      | Richtung (Baamonde)                                                                   | Richtung (Bilbao)                                                            | Fahrbahnen          |          |
| -------- | -------------------------------------- | ------- | ------------------------------------------------------------------------------------- | ---------------------------------------------------------------------------- | ------------------- | -------- |
| 1        | 120                                    |         | Beginn der Autovía del Cantábrico (A-8)                                               | Beginn der Autovía del Cantábrico (A-8)                                      | AP-8 E 70           |          |
| 2        | 80                                     | 115 C   | Einfahrt der Metropolitana de Bilbao (Variante süd)                                   | AP-8 E 70 BI-636                                                             |                     |          |
| 3        | 80                                     | 115 B   | Balmaseda portua Santander                                                            |                                                                              | BI-631              |          |
| 4        | 80                                     | 115 A   | Bilbao (Miribilla) Bilbao Arena Bizkaia Frontoia                                      |                                                                              |                     |          |
| 5        | 80                                     | 116 C   |                                                                                       | Bilbao (Miribilla) Bilbao Arena Bizkaia Frontoia                             | BI-631              |          |
| 6        | 80                                     | 116 B   |                                                                                       | Einfahrt der Metropolitana de Bilbao (Variante süd)                          | AP-8 E 70 BI-636    |          |
| 7        | 80                                     | 116 A   |                                                                                       | Balmaseda portua Santander                                                   |                     |          |
| 8        | 70                                     |         | Bentazarra (Tunnel) Länge: 350 m                                                      | Bentazarra (Tunnel) Länge: 350 m                                             |                     |          |
| 9        | 60                                     |         | Bilbao (San Mames) Basurto Balmaseda                                                  | Bilbao (San Mames) Basurto Balmaseda                                         |                     |          |
| 10       | 60                                     | 116 B   | Einfahrt in die Metropolitana de Bilbao (Variante süd)                                | Einfahrt in die Metropolitana de Bilbao (Variante süd)                       | Bl-636 AP-8 E-70    |          |
| 11       | 80                                     | 116 A   | Gurutzeta-Cruces Barakaldo Bilbao Exhibition Center                                   | Bilbao Flughafen Donostia-San Sebastián                                      |                     |          |
| 12       | 80                                     |         | Bilbao Getxo Flughafen                                                                |                                                                              | N-637               |          |
| 13       | 120                                    |         | Sestao Trapagaran-Valle de Trápaga merkatal zentruak-Einkaufszentrum                  | Sestao Gurutzeta-Cruces Zorrotza                                             | Bl-644 N-634        |          |
| 14       | 120                                    | 118     | Portugalete Sestao                                                                    | Portugalete Sestao                                                           | Bl-628              |          |
| 15       | 120                                    | 120     | Portugalete Ortuella Trapagaran Santurce                                              |                                                                              |                     |          |
| 16       | 120                                    | 122/123 | Portugalete (Zentrum) Sestao                                                          | Portugalete (Zentrum) Sestao                                                 |                     |          |
| 17       | 120                                    | 124     | Ortuella Trapagaran                                                                   | Ortuella Trapagaran                                                          |                     |          |
| 18       | 120                                    | 125     |                                                                                       | Bilbao Vitoria-Gasteiz Donostia-San Sebastián                                | AP-8 E 70           |          |
| 19       | 120                                    | 126     | Santurtzi portua                                                                      | Santurtzi portua Ortuella                                                    | N-644 N-634         |          |
| 20       | 120                                    | 130     | Área de Servicio Ugaldebieta-Zerbitzugunea                                            |                                                                              |                     | Gabelung |
| 21       | 100                                    | 131     |                                                                                       | Área de Servicio Ugaldebieta-Zerbitzugunea                                   |                     |          |
| 22       | 100                                    | 132     | Zierbena Gallarta                                                                     | Zierbena Gallarta                                                            |                     |          |
| 23       | 100                                    | 136     | Muskiz La Arena                                                                       | Muskiz La Arena                                                              | N-634               |          |
| 24       | 100                                    | 139     | El Haya Kobaron                                                                       |                                                                              | N-634               |          |
| 25       | 100                                    |         | Kantabrien                                                                            | Bizkaia Baskenland                                                           |                     |          |
| 27       | 80                                     | 141     | Ontón                                                                                 |                                                                              | N-634               |          |
| 28       | 80                                     | 142     |                                                                                       | Ontón                                                                        | N-634               |          |
| 29       | 80                                     | 142-143 | Saltacaballo                                                                          | Saltacaballo                                                                 | N-634               |          |
| 30       | 80                                     | 144-145 | Mioño Santullán El Vallegón (Industrie)                                               | Mioño Santullán El Vallegón (Industrie)                                      |                     |          |
| 31       | 80                                     | 147     | Castro Urdiales (süd) Sámano                                                          | Castro Urdiales (süd) Sámano                                                 |                     |          |
| 32       | 80                                     | 151     | Castro Urdiales (nord) Allendelagua                                                   | Castro Urdiales (nord) Allendelagua                                          | N-634               |          |
| 33       | 100                                    | 153     | Cerdigo                                                                               |                                                                              | N-634               |          |
| 34       | 80                                     | 156     | Islares                                                                               |                                                                              | N-634               |          |
| 35       | 80                                     |         | Islares (Tunnel) Länge: 830 m                                                         | Islares (Tunnel) Länge: 830 m                                                |                     |          |
| 36       | 120                                    | 159     | Guriezo Nocina                                                                        | Guriezo Nocina                                                               | N-634               |          |
| 37       | 120                                    | 160     | Sonabia Oriñón                                                                        | Sonabia Oriñón                                                               |                     |          |
| 38       | 120                                    | 162     | Liendo                                                                                | Liendo                                                                       | N-634               |          |
| 39       | 120                                    | 168 169 | Laredo Seña                                                                           | LaredoSeña                                                                   | N-634 N-634 CA-500  |          |
| 40       | 120                                    | 172     |                                                                                       | Colindres Laredo                                                             | N-634               |          |
| 41       | 120                                    | 173     | Colindres Burgos Logroño                                                              | Colindres Burgos Logroño                                                     | N-629               |          |
| 42       | 120                                    | 177     | Bárcena de Cicero                                                                     | Bárcena de Cicero                                                            | N-629               |          |
| 43       | 120                                    | 182     | GamaSantoña                                                                           | GamaSantoña                                                                  | N-634               |          |
| 44       | 120                                    | 185     | BerangaNoja IslaSolórzano                                                             | BerangaNoja IslaSolórzano                                                    | N-634CA-147 CA-268  |          |
| 45       | 120                                    | 189     | BerangaNoja Isla                                                                      | BerangaNoja Isla                                                             | CA-266              |          |
| 46       | 120                                    |         | Área de Descanso Descanso                                                             | Área de Descanso Descanso                                                    |                     |          |
| 47       | 120                                    | 194     | PravesHazas de Cesto Solórzano                                                        | PravesHazas de Cesto Solórzano                                               |                     |          |
| 48       | 120                                    | 195     | AneroHoz de Anero                                                                     | AneroHoz de Anero                                                            |                     |          |
| 49       | 120                                    | 197     | Hoznayo                                                                               | Hoznayo                                                                      | N-634 CA-10         |          |
| 50       | 120                                    | 199 200 | Hoznayo Villaverde de PontonesSolares                                                 | Hoznayo Villaverde de PontonesSolares                                        | N-634 CA-146        |          |
| 51       | 120                                    | 202     | Solares Santander                                                                     | Santander                                                                    | S-10N-634           |          |
| 52       | 120                                    | 210     | Penagos SarónObregón Sta. María de Cayón                                              | Penagos SarónObregón Sta. María de Cayón                                     | N-634 CA-142        |          |
| 53       | 100                                    | 214     | San Vitores Pámanes Liérganes Argomilla La Penilla                                    | San Vitores Pámanes LiérganesArgomilla La Penilla                            | CA-611              |          |
| 54       | 120                                    | 218     | Castañeda                                                                             | Castañeda                                                                    | N-634               |          |
| 55       | 120                                    | 220     | Villabañez                                                                            | Villabañez                                                                   | N-634               |          |
| 56       | 100                                    | 223     | Renedo Vargas Santander Burgos                                                        | Renedo Vargas Santander Burgos                                               | N-623               |          |
| 57       | 100                                    | 225     | Zurita RenedoSierrapando                                                              | Zurita RenedoSierrapando                                                     | CA-234 CA-334       |          |
| 58       | 100                                    | 228     | Burgos PalenciaTorrelavega Palencia                                                   | Burgos PalenciaTorrelavega Palencia                                          | A-67                | Gabelung |
| 59       | 80                                     |         | Torrelavega (Tunnel) Länge: 650 m                                                     | Torrelavega (Tunnel) Länge: 650 m                                            |                     |          |
| 60       | 100                                    | 230     | Santander Bilbao                                                                      | Santander Bilbao                                                             | A-67                | Gabelung |
| 61       | 100                                    | 231     | Torrelavega Industriegebiet                                                           | Torrelavega Industriegebiet                                                  |                     |          |
| 62       | 100                                    | 232     | Krankenhaus (beide Richtungen)                                                        | Krankenhaus Torrelavega                                                      | N-634               |          |
| 63       | 100                                    | 234     | Puente San MiguelSuances Santillana del Mar                                           | Puente San MiguelSuances Santillana del Mar                                  | N-634CA-136         |          |
| 64       | 120                                    | 238     | Quijas                                                                                | Quijas                                                                       | N-634               |          |
| 65       | 120                                    | 244     | Casar de Periedo Virgen de la Peña Mazcuerras Cabezón de la Sal                       | Casar de Periedo Virgen de la Peña Mazcuerras                                | N-634               |          |
| 66       | 120                                    | 249     | UdiasComillas Cabezón de la Sal Valle de Cabuérniga                                   |                                                                              | CA-374CA-135 CA-180 |          |
| 67       | 80                                     |         | Ecoducto                                                                              | Ecoducto                                                                     |                     |          |
| 68       | 80                                     |         | Ecoducto                                                                              | Ecoducto                                                                     |                     |          |
| 68       | 80                                     |         | Caviedes (Tunnel) Länge: 270 m                                                        | Caviedes (Tunnel) Länge: 270 m                                               | N-623               |          |
| 69       | 120                                    | 256     | Área de Servicio de Caviedes                                                          | Área de Servicio de Caviedes                                                 | N-623               |          |
| 70       | 120                                    | 258     | LamadridRoizCaviedes                                                                  | LamadridRoizCaviedes Treceño                                                 | CA-848N-634         |          |
| 71       | 120                                    | 264     | San Vicente de la Barquera La Acebosa                                                 | San Vicente de la Barquera La Acebosa                                        | CA-843              |          |
| 72       | 120                                    | 269     | San Vicente de Barquera Los Tánagos Pesués                                            | Los Tánagos Pesués                                                           | N-634               |          |
| 73       | 100                                    | 272     | Unquera Panes Potes Parque Nacional Picos de Europa                                   | Unquera Panes Potes Parque Nacional Picos de Europa                          | N-621               |          |
| 74       | 100                                    |         | Asturien                                                                              | Cantabria                                                                    |                     |          |
| 75       | 120                                    | 277     | Colombres La Franca El Peral Buelna                                                   | Colombres La Franca El Peral Buelna                                          | N-634               |          |
| 76       | 120                                    | 285     | Pendueles Vidiago                                                                     | Pendueles Vidiago                                                            | N-634               |          |
| 77       | 120                                    | 291     | San Roque del Acebal Andrín                                                           | San Roque del Acebal Andrín                                                  | N-634               |          |
| 78       | 120                                    | 294     | Parres La PeredaLlanes                                                                | San Roque de AcebalParres La PeredaLlanes                                    | N-634 AS-263        |          |
| 79       | 120                                    | 300     | Balmori Celorio Porrúa Posada                                                         | Balmori Celorio Porrúa                                                       |                     |          |
| 80       | 120                                    |         | Parres La PeredaLlanes                                                                | Parres La PeredaLlanes                                                       |                     |          |
| 81       | 100                                    | 306     | Hontoria Naves Villaḥormes                                                            | Hontoria Naves Villaḥormes                                                   |                     |          |
| 82       | 120                                    | 312     | Nueva Ovio Cardoso Pría                                                               | Nueva Ovio Cardoso Pría                                                      |                     |          |
| 83       | 120                                    | 316     | Camango Toriello Meluerda                                                             | Camango Toriello Meluerda                                                    |                     |          |
| 84       | 120                                    | 319     | Ribadesella Arriondas Cangas de Onís - Covadonga                                      | RibadesellaArriondas Cangas de Onís - Covadonga                              |                     |          |
| 85       | 90                                     |         | Llovio (Tunnel) Länge: 450 m                                                          | Llovio (Tunnel) Länge: 450 m                                                 |                     |          |
| 86       | 90                                     |         | Tezangos (Tunnel) Länge: 500 m                                                        | Tezangos (Tunnel) Länge: 500 m                                               |                     |          |
| 87       | 90                                     |         | El Carmen (Tunnel) Länge: 100 m                                                       | El Carmen (Tunnel) Länge: 100 m                                              |                     |          |
| 88       | 120                                    | 326     | Pando Bones Ribadesella (west)                                                        | Pando Bones Ribadesella (west)                                               | N-632               |          |
| 89       | 80                                     |         | Ordovícico del Fabar (Tunnel) Länge: 1500 m                                           | Ordovícico del Fabar (Tunnel) Länge: 1500 m                                  |                     |          |
| 90       | 120                                    | 330     | Caravia Berbes                                                                        | Caravia Berbes                                                               | N-632               |          |
| 91       | 80                                     |         | Morís (Tunnel) Länge: 265 m                                                           | Morís (Tunnel) Länge: 265 m                                                  |                     |          |
| 92       | 80                                     |         | Duesos (Tunnel) Länge: 149 m                                                          | Duesos (Tunnel) Länge: 149 m                                                 |                     |          |
| 93       | 120                                    | 337     | Caravia ColungaCoceña                                                                 | Caravia ColungaCoceña                                                        | N-632 AS-260        |          |
| 94       | 120                                    | 346     | LastresVenta del Pobre                                                                | LastresVenta del Pobre                                                       | AS-257N-632         |          |
| 95       | 100                                    | 353     | Villaviciosa Rodiles                                                                  | Villaviciosa Rodiles                                                         | N-632               |          |
| 96       | 90                                     |         | Villaviciosa (Tunnel) Länge: 1000 m                                                   | Villaviciosa (Tunnel) Länge: 1000 m                                          |                     |          |
| 97       | 100                                    | 356     | Villaviciosa                                                                          | Villaviciosa                                                                 | N-632               |          |
| 98       | 120                                    | 360     | Pola de Siero Oviedo León                                                             | Pola de Siero Oviedo León                                                    | A-64                |          |
| 99       | 100                                    |         | Ecoducto (Pass) Höhe: 56 m                                                            | Ecoducto (Pass) Höhr: 56 m                                                   |                     |          |
| 100      | 120                                    |         | Niévares (Tunnel) Länge: 2373 m                                                       | Niévares (Tunnel) Länge: 2373 m                                              |                     |          |
| 101      | 90                                     |         | Brañaviella (Tunnel) Länge: 1245 m                                                    | Brañaviella (Tunnel) Länge: 1245 m                                           |                     |          |
| 102      | 120                                    | 371     | San Miguel de Arroes Quintes Quintueles                                               | San Miguel de Arroes Quintes Quintueles                                      | N-632               |          |
| 103      | 90                                     |         | Infanzón (Tunnel) Länge: 780 m                                                        | Infanzón (Tunnel) Länge: 780 m                                               |                     |          |
| 104      | 90                                     |         | Deva (Tunnel) Länge: 102 m                                                            | Deva (Tunnel) Länge: 102 m                                                   |                     |          |
| 105      | 120                                    | 374     | Deva Cabueñes Krankenhaus                                                             | Deva Cabueñes Krankenhaus                                                    |                     |          |
| 106      | 90                                     |         | Cefontes (Tunnel) Länge: 528 m                                                        | Cefontes (Tunnel) Länge: 528 m                                               |                     |          |
| 107      | 120                                    | 379     | Gijón (süd) Pola de Siero Langreo Mieres                                              | Gijón (süd) Pola de Siero Langreo Mieres                                     | AS-I                |          |
| 108      | 120                                    | 382     | Gijón Avenida de la ConstituciónOviedo (nord)Roces-Porceyo (Industriegebiet) El Musel | Gijón Avenida de la ConstituciónOviedo (nord)Roces-Porceyo (Industriegebiet) | AS-266 AS-II        |          |
| 109      | 120                                    | 383     | Gijón (west) Candás Luanco                                                            |                                                                              | AS-19AS-326         |          |
| 110      | 120                                    | 384     |                                                                                       | Gijón (Stadt) Gijón (west)                                                   | AI-81               |          |
| 111      | 120                                    | 391     | Oviedo León                                                                           | Oviedo León                                                                  | A-66 E-803          |          |
| 112      | 120                                    | 394.5   | Área de Servicio El Montico II                                                        | Área de Servicio El Montico II                                               |                     |          |
| 113      | 120                                    | 397     | Tabaza Candás Luanco                                                                  | Tabaza Candás Luanco                                                         | AS-19 AS-326        |          |
| 114      | 120                                    | 399     | Avilés                                                                                | Avilés                                                                       | AI-81               |          |
| 115      | 120                                    | 406     | MolledaAvilés (Villalegre-La Luz)                                                     | MolledaAvilés (Villalegre-La Luz)                                            |                     |          |
| 116      | 120                                    | 408     | Grado Avilés (west)                                                                   | Grado Avilés (west)                                                          | AS-237              |          |
| 117      | 120                                    | 413     | Vegarrozadas Piedras Blancas                                                          | Vegarrozadas Piedras Blancas                                                 | N-632               |          |
| 118      | 120                                    | 417     | Carcedo Flughafen                                                                     | Carcedo Flughafen                                                            | N-632               |          |
| 119      | 120                                    | 421     | Soto del Barco Pravia                                                                 | Soto del Barco Pravia                                                        | AS-16               |          |
| 120      | 120                                    | 425     | Muros de Nalón Piñera Somao                                                           | Muros de Nalón Piñera Somao                                                  | N-632               |          |
| 121      | 90                                     |         | Somao (Tunnel) Länge: 500 m                                                           | Somao (Tunnel) Länge: 500 m                                                  |                     |          |
| 122      | 90                                     |         | San Juan (Tunnel) Länge: 280 m                                                        | San Juan (Tunnel) Länge: 280 m                                               |                     |          |
| 123      |                                        | 431     | CudilleroSan Juan                                                                     | CudilleroSan Juan                                                            | CU-3N-632           |          |
| 124      |                                        | 434     | Lamuño Salamir                                                                        | Lamuño Salamir                                                               | CU-6                |          |
| 125      |                                        | 438     | Oviñana Soto de Luiña Valdredo Albuerne                                               | Oviñana Soto de Luiña Valdredo Albuerne                                      | N-632               |          |
| 126      |                                        | 441     | Novellana Sta. Marina                                                                 | Novellana Sta. Marina                                                        | N-632               |          |
| 127      |                                        | 445     | Ballota Tablizo                                                                       | Ballota Tablizo                                                              | N-632               |          |
| 128      | 90                                     |         | Ribón (Tunnel) Länge: 180 m                                                           | Ribón (Tunnel) Länge: 195 m                                                  |                     |          |
| 129      | 120                                    | 451     | CortinaCadavedo                                                                       | CortinaCadavedo                                                              | N-634               |          |
| 130      | 120                                    | 455     | CaneroQuerúas Busto                                                                   | CaneroQuerúas Busto                                                          | VA-3N-632a N-632    |          |
| 131      | 120                                    | 460     | Barcia Almuña Luarca                                                                  | Barcia Almuña Luarca                                                         |                     |          |
| 132      | 120                                    | 465     | Luarca Otur El Chano Valtravieso                                                      | Luarca Otur El Chano Valtravieso                                             | NV-5N-634           |          |
| 133      | 120                                    |         | Rellón (Tunnel) Länge: 290 m                                                          | Rellón (Tunnel) Länge: 290 m                                                 |                     |          |
| 134      | 120                                    | 474     | Anleo PolaviejaVillapedre                                                             | Anleo PolaviejaVillapedre                                                    | NV-5N-634           |          |
| 135      | 120                                    | 477     | Navia                                                                                 | Navia                                                                        | N-634               |          |
| 136      | 120                                    |         | Jarrio (Tunnel) Länge: 725 m                                                          | Jarrio (Tunnel) Länge: 725 m                                                 |                     |          |
| 137      | 120                                    | 483     | Navia Jarrio Coaña-Boal                                                               | Navia Jarrio Coaña-Boal                                                      | N-634               |          |
| 138      | 120                                    | 488     | La Caridad Rozadas                                                                    | La Caridad Rozadas                                                           | N-634 FR-1          |          |
| 139      | 120                                    | 490     | Área de Servicio La Caridad (Genehmigung ausstehend)                                  | Área de Servicio La Caridad (Genehmigung ausstehend)                         |                     |          |
| 140      | 120                                    | 495     | Tapia de Casariego La Roda                                                            | Tapia de Casariego La Roda                                                   | N-634 AS-23         |          |
| 141      |                                        |         | Foristo (Tunnel) Länge: 245 m                                                         | Foristo (Tunnel) Länge: 245 m                                                |                     |          |
| 142      | 120                                    | 501     | Barres-CastropolVegadeo LugoSerantes                                                  | Barres-CastropolVegadeo LugoSerantes Tapia de Casariego                      | N-640 N-634         |          |
| 143      |                                        | 504     | Figueras Playa de Arnao área de descanso Figueras Playa de Arnao área de descanso     |                                                                              |                     |          |
| 144      |                                        |         | Lugo Galicien                                                                         | Asturien                                                                     |                     |          |
| 145      | 100                                    | 506     | Ribadeo (Stadt) Vilaselán                                                             | Ribadeo (Stadt) Vilaselán                                                    | N-634 CP-5202       |          |
| 146      | 100                                    | 508     | Ribadeo (Industriegebiet)                                                             | Ribadeo (Industriegebiet)                                                    | N-634 N-642         |          |
| 147      | 120                                    | 516     | Reinante Rinlo                                                                        | Reinante Rinlo praia das Catedrais                                           | N-634               |          |
| 148      | 120                                    | 524     | BarreirosFoz San Cibrao praias                                                        |                                                                              | N-634 N-642         |          |
| 149      | 120                                    | 534     | Lourenzá                                                                              | Lourenzá                                                                     | N-634               |          |
| 150      | 120                                    | 536     | Mondoñedo                                                                             | Mondoñedo Lourenzá                                                           | N-634               |          |
| 151      | 120                                    | 542     | Riotorto A Pastoriza                                                                  | Riotorto A Pastoriza                                                         | LU-124              |          |
| 152      | 120                                    | 552     | Abadín Mondoñedo                                                                      | Abadín Mondoñedo                                                             | N-634 LU-P-0105     |          |
| 153      | 120                                    | 558     | AbadínRozas                                                                           | AbadínRozas                                                                  | N-634 LU-113        |          |
| 154      | 120                                    | 563     | Castromaior Martiñán                                                                  | Castromaior Martiñán                                                         | N-634               |          |
| 155      | 120                                    | 569     | Goiriz                                                                                | Goiriz                                                                       | N-634               |          |
| 156      | 120                                    | 575     | VilalbaFerrol                                                                         | VilalbaFerrol                                                                | N-634 LU-861 AG-64  |          |
| 157      | 120                                    | 578     | Momán Vilalba (A Madalena)                                                            | Momán Vilalba (A Madalena)                                                   | CP-6513             |          |
| 158      | 120                                    | 583     | Vilalba                                                                               | Vilalba                                                                      | N-634               |          |
| 159      | 120                                    | 588     | Pígara                                                                                | Pígara                                                                       | N-634               |          |
| 160      | 120                                    | 593     | Lugo-MadridSantiago-A CoruñaBaamonde                                                  |                                                                              | A-6 E-70 N-634      | Gabelung |

## Größere Städte an der Autobahn

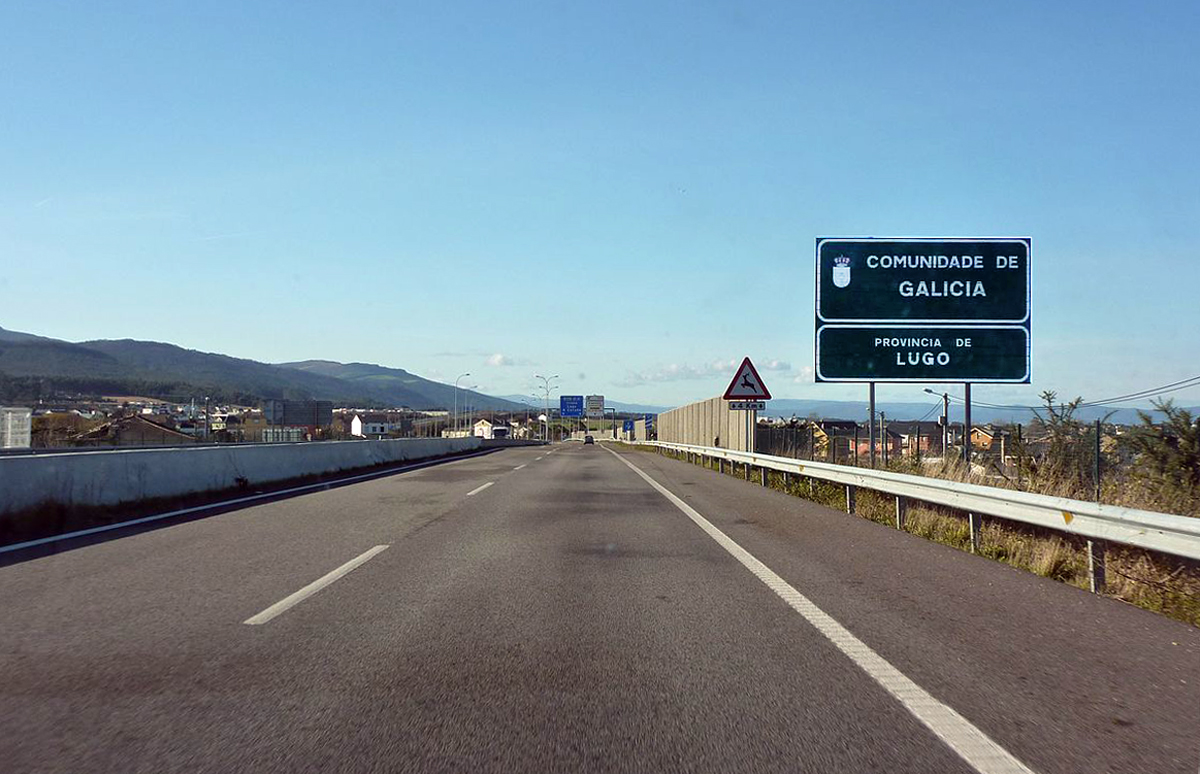
Die Autobahn an der Grenze zwischen Asturien und Galicien

- Bilbao
- Laredo
- Santander
- Torrelavega
- Unquera
- Ribadesella
- Oviedo
- Gijón
- Avilés
- Luarca
- Ribadeo
- Baamonde